# Богдан Зимоњић
Богдан Зимоњић (Гарева код Гацка, 1813. — Пусто Поље код Гацка 1909) је био поп и војвода гатачки. Истицао се у у локалним устанцима који су се јављали после 1852. у Херцеговини.

## Биографија
После сукоба Луке Вукаловића са црногорским двором, 1862. и пристанка Вукаловића да сарађује са Турском и Аустријом, Црна Гора је поставила Зимоњића као свог човека за Херцеговину. Пошто га је 1864, кнез Никола поставио за сенатора, стално се настанио на Грахову.
У великом устанку у Херцеговини (1875—1878) Зимоњић је био један од најпознатијих устаничких вођа. После окупације Херцеговине (1878) аустроугарске власти су га поставиле за кајмакама у Гацку. С тог положаја повукао се после четири месеца због неслагања са аграрном политиком окупатора.

## Галерија
- Портрет
- 1876. године
Часопис Орао, Нови Сад
- Средином 19. века
- Почетак 20. века
- 1903. године
- Почетак 20. века